# 索尔德河畔皮埃尔菲特
索尔德河畔皮埃尔菲特（法語：Pierrefitte-sur-Sauldre，法語發音：[pjɛʁfit syʁ soldʁ]）是法国卢瓦-谢尔省的一个市镇，位于该省东部偏南，属于罗莫朗坦-朗特奈区。

## 地理
索尔德河畔皮埃尔菲特（47°30'46"N, 2°9'3"E）面积74.96 平方千米，位于法国中央-卢瓦尔河谷大区卢瓦-谢尔省，该省份为法国中北部省份，北起厄尔-卢瓦省，东北接卢瓦雷省，东南接谢尔省，南至安德尔省，西南接安德尔-卢瓦尔省，西北接萨尔特省。
与索尔德河畔皮埃尔菲特接壤的市镇（或旧市镇、城区）包括：索尔德河畔布里农、沙翁、努昂勒菲兹利耶、萨尔布里、苏埃姆、武宗。

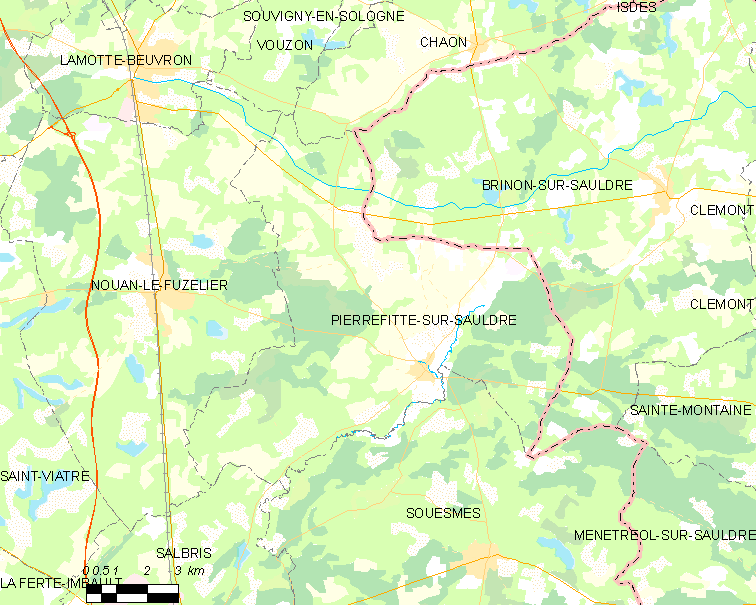
索尔德河畔皮埃尔菲特的OSM定位图

索尔德河畔皮埃尔菲特的时区为UTC+01:00、UTC+02:00（夏令时）。

## 行政
索尔德河畔皮埃尔菲特的邮政编码为41300，INSEE市镇编码为41176。

## 政治
索尔德河畔皮埃尔菲特所属的省级选区为拉索洛涅县。

## 人口

1962-2008年间索尔德河畔皮埃尔菲特人口变化图示

索尔德河畔皮埃尔菲特于2022年1月1日时的人口数量为752人。